# Wimbledon & District Football League
Wimbledon and District Football League là một giải bóng đá Anh gồm các đội bóng hầu hết đến từ biên giới Greater/South East London. Hiện tại có 4 hạng đấu, cao nhất là Premier Division, nằm ở Cấp độ 14 trong Hệ thống các giải bóng đá ở Anh. Các đội bóng có thể thăng hạng Intermediate Division Two của Surrey South Eastern Combination. Các câu lạc bộ có cơ hội tham gia 8 giải cup: London FA Junior Cup, Surrey FA Junior Cup, Surrey County Cup Lower Junior, Middlesex FA Junior Cup, Invitation Cup, Centenary Cup (Section A và Section B) và Wimbledon Trophy. Đầu mùa giải 2015-16 có 40 đội bóng tham dự ở 4 hạng đấu khác nhau.

## Mùa giải 2015-16

### Premier Division
- AFC Battersea
- Brentnal
- Brentside
- Claremont
- FC Porto of London
- Goldfingers
- PricewaterhouseCoopers Wimbledon
- Putney St. Germain
- University College Cork Diaspora
- Union

### First Division
- Argentos London
- Boca Seniors
- Imperial College Old Boys Dự bị
- Merchant
- Mint Green Army Veterans
- Partizan Wandsworth
- South London Football Network
- South Wimbledon Dazzlers
- Sporting Duet
- Wadham College Old Boys

### Second Division
- AFC Cubo Dự bị
- Boca Seniors
- FC Locomotiv Lavender
- Inter Old Boys
- Kiwi
- London Box Sash
- Northern Town
- Putney Ferrets
- South East London
- University College Cork Diaspora Dự bị

### Third Division
- Battersea Asparagus
- Clapham Cosmos
- Goldfingers Dự bị
- Ocean Rangers
- Rivelino Orient
- South London Football Network Dự bị
- Sporting Duet Dự bị
- University College Cork Diaspora 'A'
- Victoire
- Wimbledon Saints